# Пол Гимар
Пол Гимар (на френски: Paul Guimard) е френски писател и сценарист.

## Биография
Роден е на 3 март 1921 г. в Сен Мар ла Жай (Saint-Mars-la-Jaille), департамент Лоар Атлантик. Известен е със страстта си към морето.
През 1945 г. написва „Седмото небе“ (комедия), която има кратък сценичен живот. Истинската му литературна кариера започва с успешния роман „Фалшиви приятели“ през 1956 г. Най-известната му творба „Нещата от живота“ е филмирана от Клод Соте (участват Роми Шнайдер и Мишел Пиколи). Филмовата адаптация е отличена с награда „Луи Делюк“. През 1993 г. писателят получава литературната награда на монакската фондация „Принц Пиер“ за цялостно творчество;
Умира на 2 май 2004 г. в Йер, департамент Вар, Югоизточна Франция.

## Книги на български език
- Улица Хавър – (роман, 1957), библ. „Книги за всички“ № 28, Народна култура, С., 1965
- Улица Хавър; Нещата от живота (романи) – „Издателство на ОФ“, С. 1980 (II изд. – ИК „Рива“, С. 2002)
- Империята на моретата – библ. „Океан“ № 36, Георги Бакалов (издателство), Варна, 1983
- Лошото време – (роман, 1976), „Издателство на ОФ“, С., 1985
- Стечение на обстоятелствата (роман, 1990) – изд. „Делакорт“, С. 1999 г.